# Beleznay Endre
Beleznay Endre (eredetileg ifj. Kiss Endre),(Pécs, 1971. április 5.) magyar színész. A Szcientológia Egyház tagja. Édesapja dr. Kiss Endre bankár, sportvezető, tájfutó.

## Életpályája
Dédapjának testvére Beleznay Unger István, tőle származik a felvett vezetéknév. Pályafutását a zalaegerszegi Hevesi Sándor Színháznál kezdte. Elvégezte a budapesti Nemzeti Színház színészképző stúdióját 1992-ben Csernus Mariann osztályában, majd a Pécsi Nemzeti Színházhoz szerződött.  
A Színház- és Filmművészeti Főiskolára többszöri próbálkozásra sem vették fel. 1997-ben egy évet Los Angelesben tanult, a Golden Era Productionsben. 1998-ban az Új Reneszánsz Színház két bohózatában is szerepelt, ugyanebben az évben Friderikusz Sándor felkérte a Meglepő és mulatságos című műsor álriporteri szerepére, ezáltal országos ismertségre tett szert. 

## Elismerések
- Pepita-díj (2010)

## Színpadi szerepek
- Francis Veber: Balfácánt vacsorára ...Pierre
- Robin Hawdon: Szeretőből egy is sok ...Rodney
- Jean de Létraz: Tombol az erény ...Leonard
- Cooney–Sultan–Barret: A feleség negyvennél kezdődik ...George Harper[6]
- Noel Coward: Magánélet ...Elyot
- Ray Cooney–Tony Hilton: 1x3 néha 4 ...Jugg
- Miles Tredinnick: Elvis, oltár, Miami... Tom Weals
- Michael Cooney: Nicsak, ki lakik itt?... Eric Swan
- Ray Cooney: Páratlan páros... Stanley Curtis
- Ray Cooney: A miniszter félrelép... George Pigden
- Maurice Hennequin–Pierre Veber: Elvámolt nászéjszaka... Baule, a tartalék vőlegény
- Eisemann Mihály–K. Halász Gyula: Fiatalság bolondság... A manager, Dobó Dodó
- Galambos Zoltán–Turesán–Meskó: Kell egy színház... Büfés, korrepetitor
- Galambos Zoltán: Második szereposztás... Büfés, korrepetitor
- Ray Cooney – Michael Cooney: Minden lében három kanál... Andreas
- John Patrick: Teaház az augusztusi holdhoz... McLean
- Vaszary Gábor–Fényes Szabolcs–Szenes Iván: Az ördög nem alszik... Péter
- Moravetz Levente: Zrínyi 1566...Szokoli Mehmed, török nagyvezér
- Knott–Vajda Miklós: Várj, míg sötét lesz... II. rendőr
- Nyikolaj Erdman: A mandátum... Sztyepan Sztyepanovics
- William Shakespeare: Szentivánéji álom... Pókháló, tündér
- Carlo Goldoni: A hazug... Florindo
- Baum: Óz, a nagy varázsló... Madárijesztő
- William Somerset Maugham: Csodálatos vagy, Júlia!... Roger
- Aucasin és Nicolette... Aucasin
- Milne: Micimackó... Róbert Gida
- Arthur Miller: Közjáték Vichyben... Őr
- Jean Anouilh: Becket vagy Isten becsülete... A barát, Becket titkára
- Molnár Ferenc: A doktor úr... Csató
- John Patrick: Az ajándék gésa... Mac Lean őrmester
- Örsi Ferenc: A Tenkes kapitánya... Bruckenbacker kapitány
- Szentgyörgyváry Péter-Balásy Szabolcs: Kinizsi, a nép fia Rockopera....Mesélő

## Rendezései
- Na, végre (2017)
- Vigyázz, Kész, Kabaré (2018)
- Kinizsi, a nép fia Rockopera (2021)
- A feleség negyvennél kezdődik (2022)
- Hőguta (2022)
- Magánélet (2023)
- Szeretőből egy is sok (2023)
- Balfácánt vacsorára (2024)

## Film és sorozat szerepei
- Kisváros – Ildikó embere (1993)
- Európa expressz – fiatal kommandós (1998)
- Einstein mega Shotgun – Cirmos Walter (2003)
- Szőke kóla – Lerner Nándor (2005)
- Rövid, de kemény... életem[7] (2008)
- Jóban Rosszban – Hegyes Attila (2022)
- Pokoli rokonok (2025) – Turi Géza

## Műsorok
- Hal a tortán (szereplő)
- Csíííz (műsorvezető)
- Emberek a Holdon közreműködő
- Szeszélyes
- A Doktor (műsorvezető) (2012)
- Vakkomondor (műsorvezető) (2014)
- Dumakabaré (műsorvezető) (2015)
- Konkrétan (műsorvezető) (2017-)

## Szcientológia
Beleznay Endre 1994-ben találkozott először a szcientológiával egy barátja által és a Magyarországi Szcientológia Egyház Pécsi Missziójának aktív tagja lett. 1995-ben csatlakozott a szcientológia egyik fő zászlóvivőjének számító amerikai központú ABLE hálózat magyarországi Szövetség a Jobb Életért és Oktatásért Alapítványához. 1997-ben kiment egy évre Amerikába és a Szcientológia Egyház Nemzetközi Vezetésének a kaliforniai Hemetben otthont adó szigorúan titkos bázisán elvégezte a Golden Era Productions színésziskoláját. Ettől kezdve ő a Szcientológia Egyház alapítójának, L. Ron Hubbardnak a magyar hangja. Jelenleg is dolgozik a Golden Era Productionsnél, és szerepel a szcientológiai anyagok fordítására épülő tévéfilmekben. Az 1999-ben alapított Common Sense Kft. nevű vállalkozása tagja volt 2001-től 2004-ig a Szcientológus Vállalkozások Nemzetközi Intézetének (WISE), rendszeres „sztárvendége” a WISE-rendezvényeknek, ő maga pedig előadott és fordított a szemináriumokon. Cége azóta megszüntette WISE tagságát. Már a 2002-es kezdetektől kezdve aktívan támogatja a, az "Együtt Egy Drogmentes Magyarországért mozgalmát", más néven "Drogmentes Magyarországért Maratont", aminek 2005 óta védnöke is. A mozgalom lényege a drogprevenció: Drogments Kapitányokat avatnak általános iskolákban, akik ünnepélyes ígéretet tesznek, hogy soha nem fognak drogokhoz nyúlni, és erre biztatnak másokat is. Beleznay Endre szerepel a száz legbefolyásosabb magyar szcientológus között.